# Округ Флувана (Вирџинија)
Флувана (енгл. Fluvanna County) је округ у америчкој савезној држави Вирџинија.

## Демографија
По попису из 2010. године број становника је 25.691, што је 5.644 (28,2%) становника више него 2000. године.
| Група             | 2000.          | 2010.          |
| Белци             | 15.794 (78,8%) | 20.318 (79,1%) |
| Афроамериканци    | 3.690 (18,4%)  | 3.938 (15,3%)  |
| Азијати           | 77 (0,4%)      | 147 (0,6%)     |
| Хиспаноамериканци | 235 (1,2%)     | 760 (3,0%)     |
| Укупно            | 20.047         | 25.691         |